# Hiroki Kikuta
Pour les articles homonymes, voir Kikuta.
Hiroki Kikuta (菊田 裕樹, Kikuta Hiroki, né le 29 août 1962 dans la préfecture d'Aichi) est un compositeur japonais de musique de jeu vidéo.

## Biographie
Après avoir achevé avec succès des études de philosophie à l'université du Kansai d'Osaka en 1984, il partit pour Tokyo. Musicien autodidacte, il se vit confier les musiques de deux dessins animés : Les Aventures de Robin des Bois et La Légende de la neige blanche. Remarqué, il fut ensuite engagé par Square (aujourd'hui Square Enix) en 1991. De cette époque datent ses compositions pour Secret of Mana et Trials of Mana, qui sont encore aujourd'hui ses plus célèbres. En 1996, il co-fonda la société de jeux Sacnoth qu'il présida jusqu'en 1999, après s'être essayé à la création de jeux (Koudelka, dont il était scénariste, producteur et compositeur). À la suite des difficultés financières de SNK, à laquelle la compagnie était liée, Sacnoth fut dissoute.

## Discographie
- Secret of Mana (Seiken Densetsu 2) (1993)
- Secret of Mana+ (1993)
- Trials of Mana Original Sound Version (1995)
- Sōkaigi Original Soundtrack (1998)
- Koudelka Original Soundtrack (1999)
- Sora no Iro, Mizu no Iro Original Soundtrack (2004)
- Sakura Relaxation Original Soundtrack (2005)
- Niizuma ha Sailor Fuku -Darling ha Tannin Kyoushi- Original Soundtrack (2005)
- Lost Files (2006)
- Alphabet Planet (2007)
- Concerto ~ The Extraordinary World of Concerto Gate (2008)
- Tiara - Original Soundtrack (2010)
- Secret of Mana Genesis (2012)
- Secret of Mana Remake (2018)
- Indivisible (2019)
- Trials of Mana Remake (2020)